# Lijst van Costa Ricaanse autosnelwegen

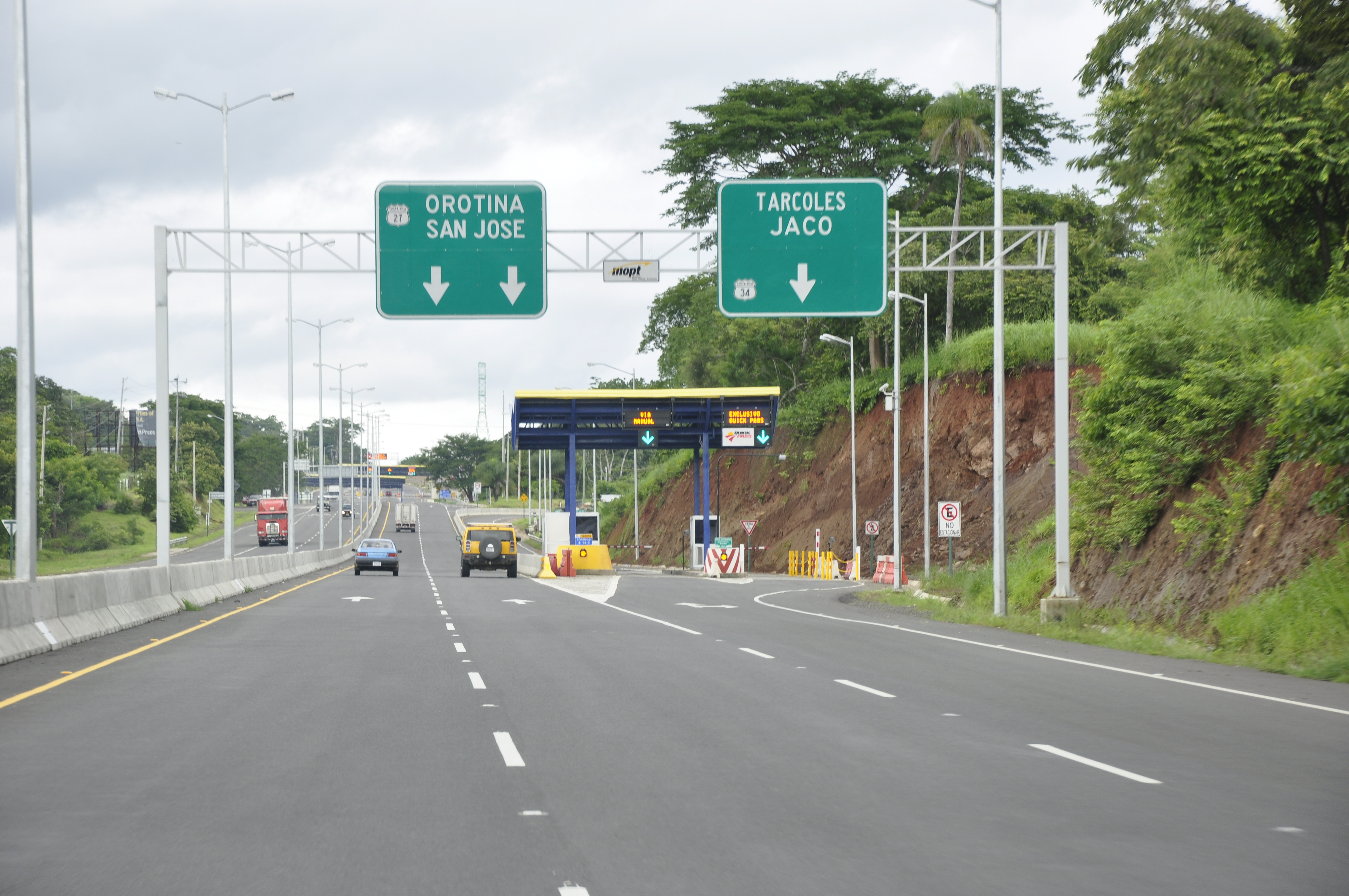
Autopista San José-Caldera

Hieronder volgt een lijst van autosnelwegen (autopista) in  Costa Rica. 
- Autopista San José-Caldera of Ruta 27: een weg van 76 kilometer tussen San José en Caldera (Costa Rica).[1]
- Autopista San José-Aeropuerto of Ruta 1: een weg van 13 kilometer tussen San José en Cartago.
- Autopista Florencia del Castillo of Ruta 2: een weg van 76 kilometer tussen San José en Caldera (Costa Rica).
- Circunvalación de San José of Ruta 15: een ringweg om San José van 15 kilometer.[2][3]